# イザベラ・マイコ
イザベラ・マイコ（Izabella Miko,1981年1月21日 - ）は、ポーランド・ウッチ出身の女優。

## 略歴
両親共に俳優。ワルシャワでバレエの勉強をしていたが、奨学金を得て15歳の時にニューヨークに移る。しかし17歳の時に怪我が元でバレエダンサーになる夢を諦めなければいけなくなり、ポーランドに戻る。
ポーランドで今後のキャリアについて考えていた時期に誘われてテレビ番組に出演。それがきっかけとなり女優を志し、アメリカに戻り Lee Strasberg Theatre Institute で演技を学ぶ。2000年に映画『コヨーテ・アグリー』でデビューした。

## 主な出演作品
| 公開年 | 邦題 原題                                                          | 役名               | 備考 |
| ------ | ------------------------------------------------------------------ | ------------------ | ---- |
| 2000   | コヨーテ・アグリー Coyote Ugly                                     | キャミー           |      |
| 2001   | ヴァンパイア・ハンター The Forsaken                                | メーガン           |      |
| 2006   | セイブ・ザ・ラストダンス2 Save the Last Dance 2                    | ディナ・スパークス |      |
| 2006   | 10人のワケあり男女 Park                                            | クリスタ           |      |
| 2006   | ハウス・オブ・アッシャー ～アッシャー家の崩壊～ The House of Usher | ジル               |      |
| 2010   | タイタンの戦い Clash of the Titans                                 | アテナ             |      |
| 2010   | スパイ・アサシン Double Identity                                   | カトリーン         |      |
| 2011   | 30アサルト 英国特殊部隊 Age of Heroes                              | ジェンセン         |      |